# Dalal Salameh
Dalal Abdul Hafith Salameh ( en árabe: دلال عبد الحفيظ سلامة‎, Balata, 4 de octubre de 1965; a veces escrito Dalal Salama ) es una activista y expolítica palestina. Formó parte del primer grupo de mujeres elegidas para el Consejo Legislativo Palestino en 1996.

## Biografía
Salameh nació en Nablus en 1965 y creció en el campo de refugiados de Balata. Fue educada en la Escuela Básica para Niñas Balata de la UNRWA, y se unió a Fatah en 1977, convirtiéndose finalmente en miembro de su comité central. Asistió a la Universidad Nacional An-Najah, donde dirigió las relaciones públicas del consejo estudiantil. Durante su estancia en la universidad, las autoridades israelíes la pusieron bajo arresto domiciliario debido a su activismo. Después de obtener una licenciatura en biología, obtuvo una maestría en estudios internacionales en la Universidad de Birzeit.
En las elecciones de 1996 al Consejo Legislativo, fue candidata de Fatah en Nablus y fue una de las cinco mujeres elegidas, convirtiéndose en la primera mujer parlamentaria palestina. Permaneció en el Consejo Legislativo hasta las elecciones de 2006. Posteriormente dirigió la Unión General de Mujeres Palestinas con sede en Nablus.